# Alchemilla arvensis
Alchemilla arvensis é uma espécie de rosácea do gênero Alchemilla, pertencente à família Rosaceae.